# Someone Like You (bài hát của Adele)
Someone Like You (tạm dịch: Một ai đó như anh) là một bài hát của nữ ca sĩ kiêm sáng tác người Anh Adele. Ca khúc do Adele và Dan Wilson sáng tác - đồng sản xuất nằm trong album thứ hai của cô mang tên 21. Hãng thu âm XL Recordings phát hành bài hát làm đĩa đơn từ album ngày 24 tháng 1 năm 2011 ở Vương quốc Anh và 9 tháng 8 năm 2011 tại Hoa Kỳ. Với phần nhạc chỉ là nền piano đơn giản, Adele hát về mối tình đã tan vỡ của cô, cùng với nỗi đau cô phải đối mặt với việc người yêu mình đã kết hôn với người phụ nữ khác. Bài hát nhận được nhiều đánh giá tích cực từ phía các nhà phê bình âm nhạc, họ cho rằng ca khúc là một trong những điểm nhấn quan trọng nhất trong album và ca ngợi lời ca trữ tình trong lời bài hát cùng với giọng hát truyền cảm của Adele.
Tiếp sau màn biểu diễn thành công ca khúc này của Adele tại lễ trao giải BRIT vào năm 2011, "Someone Like You" trở thành đĩa đơn quán quân đầu tiên của Adele tại Vương quốc Anh và giữ vững vị trí đầu bảng trong năm tuần. Ca khúc cũng đứng đầu bảng xếp hạng tại các quốc gia Ireland, New Zealand, Úc, Brazil, Ý, Pháp và Thụy Sĩ đồng thời bài hát cũng trở thành đĩa đơn quán quân thứ hai của Adele tại Hoa Kỳ. Với thành tích trên, Adele trở thành nữ nghệ sĩ độc diễn người Anh đầu tiên trong lịch sử bảng xếp hạng Billboard Hot 100 khi có được hai đĩa đơn liên tiếp giành vị trí quán quân trong cùng một album. Đến tháng 7 năm 2011, ca khúc trở thành đĩa đơn đầu tiên trong thập kỷ khi được ngành Công nghiệp ghi âm Anh Quốc (BPI) chứng nhận đĩa Bạch kim tại đất nước này. Đồng thời bài hát cũng được Hiệp hội Công nghiệp ghi âm Hoa Kỳ (RIAA) chứng nhận 5 lần đĩa Bạch kim. Tính đến nay, ca khúc đã lập kỉ lục khi tiêu thụ được gần 9 triệu bản trên toàn thế giới, trở thành một trong những đĩa đơn bán chạy nhất mọi thời đại.
Video âm nhạc minh họa cho ca khúc được đạo diễn bởi Jake Nava và quay tại Paris, Pháp vào lúc sáng sớm. Ông cho biết: "Vào buổi sớm, đường phố Paris rất vắng lặng, cô đơn và tạo điều kiện thuận lợi để Adele dồn mọi cảm xúc vào bài hát". Không có hiệu ứng đặc biệt, biên đạo cầu kỳ hay trang phục bắt mắt, video được quay rất đơn giản nhưng vẫn toát lên những cảm xúc mạnh mẽ như trong chính lời bài hát. Adele đi dạo dọc bờ sông Seine với một ánh nhìn buồn bã và phô diễn giọng ca truyền cảm mãnh liệt.
Adele biểu diễn trực tiếp bài hát trong một vài chương trình trong đó có lễ trao giải BRIT vào năm 2011, giải video âm nhạc MTV, Jimmy Kimmel Live! và The Ellen DeGeneres Show. Những màn trình diễn ca khúc này của cô nhận được sự đón nhận lớn từ phía người hâm mộ cũng như các nhà phê bình. Đồng thời ca khúc cũng được hát lại (cover) bởi nhiều nghệ sĩ và các nhóm nhạc, trong đó có Katy Perry, Taio Cruz, dàn diễn viên của bộ phim Glee và một số nghệ sĩ nổi tiếng khác.
"Someone Like You" được bình chọn ở vị trí thứ ba trong số những ca khúc được yêu thích nhất trong 60 năm qua ở Vương quốc Anh với "Billie Jean" của Michael Jackson về nhì và vị trí quán quân thuộc về "Bohemian Rhapsody" của nhóm nhạc huyền thoại Queen nằm trong danh sách bình chọn của công chúng kết hợp với bảng xếp hạng kỷ niệm 60 năm của Official Charts Company. Bài hát là đĩa đơn thứ 42 bán chạy nhất trong lịch sử của bảng xếp hạng UK Singles Chart. Với những thành công quan trọng này, ca khúc xuất hiện trong nhiều danh sách cuối năm về bài hát hay nhất trong năm 2011. "Someone Like You" là bài hát đầu tiên giành được giải Grammy ở hạng mục Trình diễn đơn ca pop xuất sắc nhất tại lễ trao giải Grammy lần thứ 54 được tổ chức vào ngày 12 tháng 2 năm 2012. Vào năm 2013, bài hát trở thành đĩa đơn kỹ thuật số tải về nhiều nhất mọi thời đại ở Vương quốc Anh.

## Sáng tác

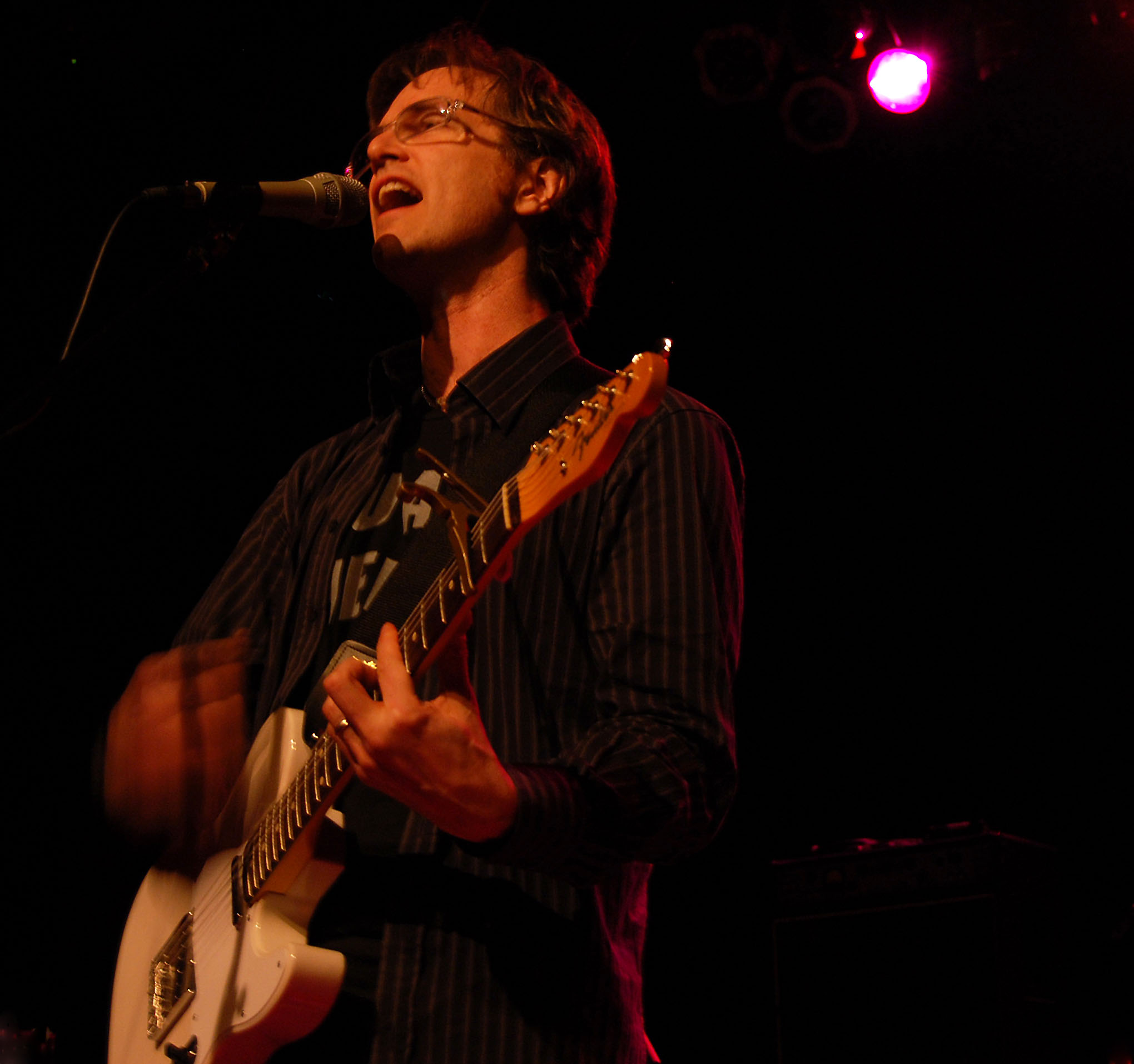
Dan Wilson, nhạc sĩ và nhà sản xuất người Mỹ, người đồng sáng tác ca khúc cùng Adele.

"Someone Like You" được viết và sản xuất bởi Adele và nhà sản xuất, nhạc sĩ người Mỹ Dan Wilson. Nó là một trong những bài hát được sáng tác cuối cùng trong album 21. Bài hát nói về một mối quan hệ đã chấm dứt và tóm tắt được toàn bộ nội dung trữ tình của 21. Adele đã nói về nguồn gốc sáng tác bài hát, "Tôi viết bài hát này bởi tôi đã quá mệt mỏi với việc là một người phụ nữ tệ bạc, cách tôi đã mô tả chân dung anh ấy khi sáng tác 'Rolling in the Deep' hay 'Rumour Has It'... Tôi đã vô cùng đau đớn và hối tiếc bởi dù sao, anh ấy vẫn từng là người quan trọng nhất trong cuộc đời tôi. Và tôi phải sáng tác 'Someone Like You' để thấy thanh thản trong lòng mình, thanh thản với 2 năm tôi gắn bó với anh ấy. Khi viết xong bài hát, tôi thấy thực sự thoải mái."
Adele cũng nói rằng bài hát được sáng tác cùng với chiếc guitar acoustic của cô, sau sự tan vỡ của một mối tình 18 tháng của cô với một người đàn ông 30 tuổi, mà cô nghĩ rằng cô sẽ cưới anh. Một vài tháng sau khi họ chia tay, anh ta đã đính hôn với một người khác. "Chúng tôi đã rất sâu đậm, và tôi đã nghĩ chúng tôi sẽ cưới nhau. Nhưng đó là điều anh ấy không muốn. Rồi khi tôi nhận ra anh ấy muốn làm điều đó với một người khác, đó là lúc tôi cảm thấy tồi tệ nhất. Nhưng sau khi viết bài hát, tôi thấy thanh thản hơn..."
Trong cuộc phỏng vấn tại nhà riêng, Adele cũng tiết lộ cô đã có rất nhiều cảm xúc khi sáng tác bài hát này: "Khi viết nó, tôi cảm thấy một chút tiếc nuối và cô đơn, khác hẳn với lúc viết 'Rolling in the Deep'. [...] Tôi tưởng tượng đến khi mình khoảng 40 tuổi, tìm lại anh ấy một lần nữa, chỉ để phát hiện ra rằng anh ấy đã an cư với một người vợ đẹp cùng những đứa con, anh ấy hoàn toàn hạnh phúc... còn tôi thì vẫn một mình. Bài hát này nói về điều đó và tôi sợ phải đối mặt với ý nghĩ đó."

## Xếp hạng
"Someone Like You" đã đạt được thành công lớn về doanh thu với việc đứng đầu các bảng xếp hạng ở Ireland, New Zealand, Úc, Vương quốc Anh và Mỹ, lọt vào top 10 ở nhiều quốc gia. Ca khúc xuất hiện lần đầu ở vị trí 36 trên UK Singles Chart cuối tháng 1 năm 2011 do tần suất tải về cao album 21. Tiếp sau màn biểu diễn ca khúc tại giải BRIT tháng 2 năm 2011, ca khúc tiến thẳng 46 bậc đến vị trí quán quân, đánh bật "Born This Way" của Lady Gaga, cho dù nó vẫn còn xếp thứ 18 trong bảng xếp hạng cập nhật giữa tuần. Trong khi "Someone Like You" đang giữ vị trí đầu bảng, đĩa đơn trước đó "Rolling in the Deep" của Adele leo lên vị trí số 4, còn 2 album 21 và 19 vẫn đồng thời nằm trong top 5 UK Albums Chart lúc đó. Với thành tích này, Adele trở thành nghệ sĩ đầu tiên sau The Beatles năm 1964 đồng thời có 2 chân trong top 5 ở cả bảng xếp hạng đĩa đơn và bảng xếp hạng album. Bài hát đứng vững tại vị trí quán quân trong 4 tuần liên tiếp, rơi xuống vị trí thứ 2 trong 1 tuần, rồi trở lại vị trí quán quân trong ngày 27 tháng 3. Ca khúc được British Phonographic Industry chứng nhận Bạch kim, tiêu thụ được trên 1.000.000 bản và trở thành đĩa đơn bán chạy nhất năm 2011 ở Vương quốc Anh.
"Someone Like You" dẫn đầu Australian Singles Chart trong vòng 7 tuần liên tiếp, và đã được chứng nhận 4× Bạch kim bởi Hiệp hội Công nghiệp ghi âm Úc (ARIA). Nó cũng đứng đầu bảng xếp hạng New Zealand trong 5 tuần.
Tại Mỹ, đĩa đơn tiêu thụ được 51.000 bản trong tuần đầu tiên (12 tháng 3), xếp ở vị trí 65. Ngày 30 tháng 7, ca khúc quay lại Billboard Hot 100 ở vị trí 97. Sau khi được phát hành trên các đài radio tại Mỹ, cùng màn biểu diễn của Adele ca khúc này tại lễ trao giải Video âm nhạc của MTV 2011, "Someone Like You" tăng lên vị trí 19 rồi đến vị trí quán quân, trở thành đĩa đơn quán quân thứ hai của nữ ca sĩ trên Hot 100 và đưa Adele trở thành nghệ sĩ người Anh đầu tiên có được 2 đĩa đơn quán quân từ cùng 1 album (cùng đĩa đơn quán quân "Rolling in the Deep" trước đó). Ca khúc lập kỉ lục bước nhảy lên đầu bảng lớn nhất mà không nhờ sự tiếp sức từ việc phát hành đĩa đơn, là ca khúc ballad chỉ có giọng hát và tiếng piano đầu tiên dẫn đầu Billboard Hot 100. Trong 3 tuần tiếp theo, ca khúc đứng ở vị trí số 2, chỉ bị cầm chân bởi "Moves Like Jagger" của Maroon 5 và Christina Aguilera. Ngày 6 tháng 10, khi video vừa được phát hành, ca khúc trở lại vị trí quán quân. Nó tiêu thụ được 1.000.000 lượt tải về tính riêng tại Mỹ.

## Video âm nhạc
Ngày 27 tháng 9 năm 2011, các nguồn thông tin cho biết video âm nhạc cho bài hát đã được quay tại Paris, Pháp, đạo diễn là đạo diễn người Anh Jake Nava. Một số bức hình đen trắng của Adele trong video cũng đã được đăng tải. Cùng ngày, MTV đăng một đoạn phim 30 giây chiếu cảnh Adele bước đi trên một con đường. Đạo diễn Nava cho biết: "Vào buổi sớm, đường phố Paris rất vắng lặng, cô đơn và tạo điều kiện thuận lợi để Adele dồn mọi cảm xúc vào bài hát." Video được phát hành ngày 29 tháng 9 trên MTV và Vevo.
Video bắt đầu với cảnh quay một con đường ở Paris và Adele đang đi trên con đường đó một mình. Cô bước đi và bắt đầu hát với khuôn mặt buồn. Máy quay quay vòng tròn và cho thấy phong cảnh xung quanh đó, trong đó có hình ảnh tháp Eiffel. Trong phần điệp khúc thứ 2, Adele ngừng lip sync và dừng lại bên cạnh sông Seine. Cô bước đi và hát tiếp khi bài hát đến đoạn bridge và đến cuối video, cô bước vào một tòa nhà, nơi cô bắt gặp người bạn trai cũ. Sau khi nhìn thấy cô, anh ấy bước đi, máy quay quay cảnh Adele lặng người nhìn theo anh và video kết thúc.

## Biểu diễn trực tiếp

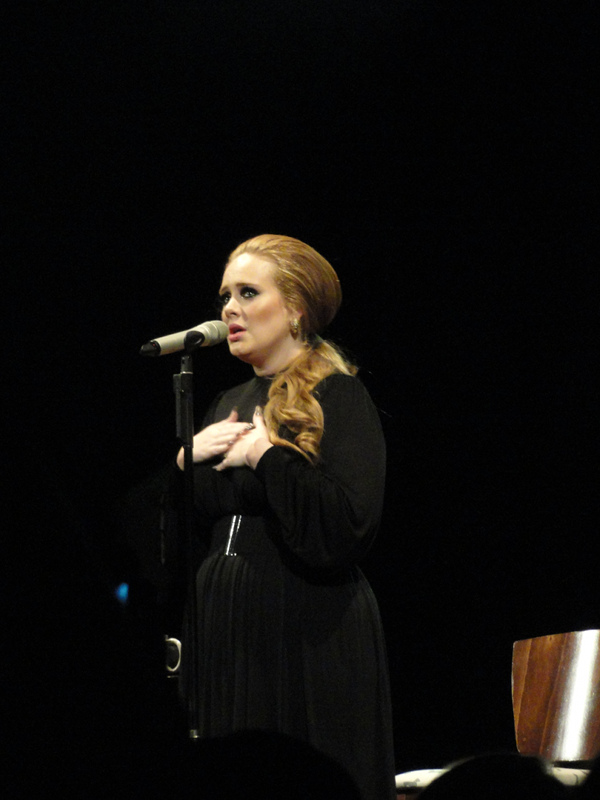
Adele thể hiện "Someone Like You" trong một buổi hòa nhạc tại Seattle, Washington năm 2011.

Adele biểu diễn "Someone Like You" lần đầu tiên vào tháng 1 năm 2011 tại căn hộ của cô ở Luân Đôn trước khi album được phát hành. Sau đó, cô biểu diễn ca khúc tại giải BRIT 2011 tổ chức tại The O2 Arena ở Luân Đôn vào ngày 15 tháng 2. Cô chỉ xuất hiện trên sân khấu cùng người đánh đàn piano của mình. Trả lời phỏng vấn ITV2 sau chương trình, Adele nói về việc cô đã khóc ở cuối màn biểu diễn của mình: "Tôi đã thực sự xúc động lúc cuối, tôi thấy mình thật nhỏ bé đối với mọi thứ, rồi tôi chợt tưởng tượng đến người yêu cũ, có lẽ anh đang xem tôi ở nhà và đang cười bởi anh ấy biết tôi đang khóc vì anh."
Adele cũng đã biểu diễn bài hát này tại MTV Video Music Awards 2011 tổ chức tại Nokia Theatre ở Los Angeles ngày 28 tháng 8 năm 2011.

## Đội ngũ sản xuất
Đoạn này được lấy từ ghi chú CD của album 21.
- Adele Adkins – nhạc sĩ, sản xuất, giọng hát
- Dan Wilson – nhạc sĩ, sản xuất, piano
- Philip Allen – Kỹ sư
- Tom Coyne – Điều khiển âm thanh
- Tom Elmhirst – Chỉnh sửa
- Dan Parry – Trợ lý chỉnh sửa

## Danh sách ca khúc và định dạng
| Tải kỹ thuật số | Tải kỹ thuật số    | Tải kỹ thuật số          | Tải kỹ thuật số          | Tải kỹ thuật số |
| STT             | Nhan đề            | Sáng tác                 | Sản xuất                 | Thời lượng      |
| --------------- | ------------------ | ------------------------ | ------------------------ | --------------- |
| 1.              | "Someone like You" | Adele Adkins, Dan Wilson | Dan Wilson, Adele Adkins | 4:47            |

| Biểu diễn tại lễ trao giải BRIT vào năm 2011 | Biểu diễn tại lễ trao giải BRIT vào năm 2011    | Biểu diễn tại lễ trao giải BRIT vào năm 2011 | Biểu diễn tại lễ trao giải BRIT vào năm 2011 | Biểu diễn tại lễ trao giải BRIT vào năm 2011 |
| STT                                          | Nhan đề                                         | Sáng tác                                     | Sản xuất                                     | Thời lượng                                   |
| -------------------------------------------- | ----------------------------------------------- | -------------------------------------------- | -------------------------------------------- | -------------------------------------------- |
| 1.                                           | "Someone like You: Biểu diễn trực tiếp từ BRIT" | Adele Adkins, Dan Wilson                     | iTunes                                       | 5:10                                         |

| Tải nhạc MP3 miễn phí tại Amazon | Tải nhạc MP3 miễn phí tại Amazon                           | Tải nhạc MP3 miễn phí tại Amazon | Tải nhạc MP3 miễn phí tại Amazon | Tải nhạc MP3 miễn phí tại Amazon |
| STT                              | Nhan đề                                                    | Sáng tác                         | Sản xuất                         | Thời lượng                       |
| -------------------------------- | ---------------------------------------------------------- | -------------------------------- | -------------------------------- | -------------------------------- |
| 1.                               | "Someone like You (Biểu diễn trực tiếp tại nhà của Adele)" | Adele Adkins, Dan Wilson         | Amazon MP3                       | 5:22                             |

| Đĩa đơn tại Úc | Đĩa đơn tại Úc                                    | Đĩa đơn tại Úc | Đĩa đơn tại Úc | Đĩa đơn tại Úc |
| STT            | Nhan đề                                           | Sáng tác       | Sản xuất       | Thời lượng     |
| -------------- | ------------------------------------------------- | -------------- | -------------- | -------------- |
| 1.             | "Someone like You"                                | Adkins, Wilson | Adkins, Wilson | 4:47           |
| 2.             | "Someone like You: Trình diễn trực tiếp tại BRIT" | Adkins, Wilson | Adkins, Wilson | 5:10           |

## Bảng xếp hạng và chứng nhận doanh số
| Bảng xếp hạng (2011–12)                 | Vị trí cao nhất |
| --------------------------------------- | --------------- |
| Úc (ARIA)                               | 1               |
| Áo (Ö3 Austria Top 40)                  | 2               |
| Bỉ (Ultratop 50 Flanders)               | 2               |
| Bỉ (Ultratop 50 Wallonia)               | 1               |
| Brazil (Billboard Hot 100 Airplay)      | 1               |
| Brazil (Billboard Hot Pop)              | 1               |
| Canada (Canadian Hot 100)               | 2               |
| Cộng hòa Séc (Rádio Top 100)            | 1               |
| Đan Mạch (Tracklisten)                  | 2               |
| Châu Âu (Euro Digital Songs)            | 1               |
| Phần Lan (Suomen virallinen lista)      | 1               |
| Pháp (SNEP)                             | 1               |
| Đức (GfK)                               | 4               |
| Greece Digital Songs (Billboard)        | 8               |
| Hungary (Rádiós Top 40)                 | 5               |
| Ireland (IRMA)                          | 1               |
| Israel (Media Forest)                   | 2               |
| Ý (FIMI)                                | 1               |
| Nhật Bản (Japan Hot 100)                | 43              |
| Luxemburg Digital Songs (Billboard)     | 4               |
| Mexico Airplay (Billboard)              | 7               |
| Hà Lan (Dutch Top 40)                   | 3               |
| Hà Lan (Single Top 100)                 | 2               |
| New Zealand (Recorded Music NZ)         | 1               |
| Na Uy (VG-lista)                        | 5               |
| Ba Lan (Polish Airplay Top 5)           | 1               |
| Poland Digital Songs (Billboard)        | 1               |
| Portugal Digital Songs (Billboard)      | 1               |
| Rumani (Romanian Top 100)               | 2               |
| Scotland (OCC)                          | 1               |
| Slovakia (Rádio Top 100)                | 4               |
| Hàn Quốc (Gaon)                         | 9               |
| Tây Ban Nha (PROMUSICAE)                | 4               |
| Tây Ban Nha (Airplay Chart)             | 1               |
| Thụy Điển (Sverigetopplistan)           | 3               |
| Thụy Sĩ (Schweizer Hitparade)           | 1               |
| Anh Quốc (OCC)                          | 1               |
| Hoa Kỳ Billboard Hot 100                | 1               |
| Hoa Kỳ Adult Contemporary (Billboard)   | 1               |
| Hoa Kỳ Adult Pop Songs (Billboard)      | 1               |
| Hoa Kỳ Hot Dance Club Songs (Billboard) | 24              |
| Hoa Kỳ Latin Pop Songs (Billboard)      | 6               |
| Hoa Kỳ Pop Songs (Billboard)            | 2               |

| Bảng xếp hạng (2011)                  | Vị trí |
| ------------------------------------- | ------ |
| Australian Singles Chart              | 4      |
| Austrian Singles Chart                | 31     |
| Belgian Singles Chart (Flanders)      | 5      |
| Belgian Singles Chart (Wallonia)      | 10     |
| Brazil Billboard Hot 100 Airplay      | 21     |
| Canadian Hot 100                      | 16     |
| Danish Singles Chart                  | 17     |
| German Singles Chart                  | 28     |
| Hungarian Airplay Chart               | 44     |
| Irish Singles Chart                   | 1      |
| Israeli Airplay Chart                 | 7      |
| Italian Singles Chart                 | 1      |
| Hà Lan (Dutch Top 40)                 | 2      |
| Hà Lan (Mega Single Top 100)          | 10     |
| New Zealand Singles Chart             | 4      |
| Spanish Singles Chart                 | 39     |
| Swiss Singles Chart                   | 9      |
| UK Singles Chart                      | 1      |
| Hoa Kỳ Billboard Hot 100              | 24     |
| Hoa Kỳ Adult Contemporary (Billboard) | 26     |
| Hoa Kỳ Adult Pop Songs (Billboard)    | 17     |
| Bảng xếp hạng (2012)                  | Vị trí |
| Argentine Digital Singles Chart       | 6      |
| Belgian Singles Chart (Flanders)      | 30     |
| Belgian Singles Chart (Wallonia)      | 15     |
| Brazil Billboard Hot 100 Airplay      | 1      |
| Brazil Billboard Pop Songs            | 1      |
| Hà Lan (Mega Single Top 100)          | 90     |
| Hungarian Airplay Chart               | 83     |
| Spanish Singles Chart                 | 12     |
| Swiss Singles Chart                   | 12     |
| Hoa Kỳ Billboard Hot 100              | 43     |

### Chứng nhận
| Quốc gia | Chứng nhận       | Số đơn vị/doanh số chứng nhận |
| --- | ---------------- | ----------------------------- |
| Úc (ARIA) | 7× Bạch kim      | 490.000^                      |
| Bỉ (BEA) | Bạch kim         | 30.000*                       |
| Brasil (Pro-Música Brasil) | Bạch kim         | 100.000*                      |
| Canada (Music Canada) | 8× Bạch kim      | 640.000*                      |
| Đan Mạch (IFPI Đan Mạch) | Bạch kim         | 30.000^                       |
| Đức (BVMI) | Bạch kim         | 500.000^                      |
| Ý (FIMI) | 8× Bạch kim      | 240.000*                      |
| México (AMPROFON) | 2× Bạch kim+Vàng | 150.000*                      |
| New Zealand (RMNZ) | 2× Bạch kim      | 30.000*                       |
| Tây Ban Nha (PROMUSICAE) | 2× Bạch kim      | 80.000*                       |
| Anh Quốc (BPI) | 3× Bạch kim      | 1.800.000‡                    |
| Hoa Kỳ (RIAA) | 5× Bạch kim      | 6.000.000                     |
| * Chứng nhận dựa theo doanh số tiêu thụ. ^ Chứng nhận dựa theo doanh số nhập hàng. ‡ Chứng nhận dựa theo doanh số tiêu thụ và phát trực tuyến. |                  |                               |

## Lịch sử phát hành
| Khu vực        | Ngày                | Định dạng                                       |
| -------------- | ------------------- | ----------------------------------------------- |
| Áo             | 24 tháng 1 năm 2011 | Tải kỹ thuật số                                 |
| Đức            | 24 tháng 1 năm 2011 | Tải kỹ thuật số                                 |
| Ireland        | 24 tháng 1 năm 2011 | Tải kỹ thuật số                                 |
| Thụy Sĩ        | 24 tháng 1 năm 2011 | Tải kỹ thuật số                                 |
| Vương quốc Anh | 24 tháng 1 năm 2011 | Tải kỹ thuật số                                 |
| Hà Lan         | 17 tháng 3 năm 2011 | Tải kỹ thuật số – Trình diễn trực tiếp tại BRIT |
| Vương quốc Anh | 17 tháng 3 năm 2011 | Tải kỹ thuật số – Trình diễn trực tiếp tại BRIT |
| Úc             | 13 tháng 6 năm 2011 | Tải kỹ thuật số                                 |
| New Zealand    | 13 tháng 6 năm 2011 | Tải kỹ thuật số                                 |
| Hoa Kỳ         | 9 tháng 8 năm 2011  | Đài phát thanh Mainstream                       |
| Áo             | 30 tháng 9 năm 2011 | Tải kỹ thuật số                                 |
| Canada         | 30 tháng 9 năm 2011 | Tải kỹ thuật số                                 |
| Đức            | 30 tháng 9 năm 2011 | Tải kỹ thuật số                                 |
| Luxembourg     | 30 tháng 9 năm 2011 | Tải kỹ thuật số                                 |
| Pháp           | 30 tháng 9 năm 2011 | Tải kỹ thuật số                                 |
| Úc             | 30 tháng 9 năm 2011 | Tải kỹ thuật số                                 |
| Ý              | 30 tháng 9 năm 2011 | Tải kỹ thuật số                                 |